# Kardätsche

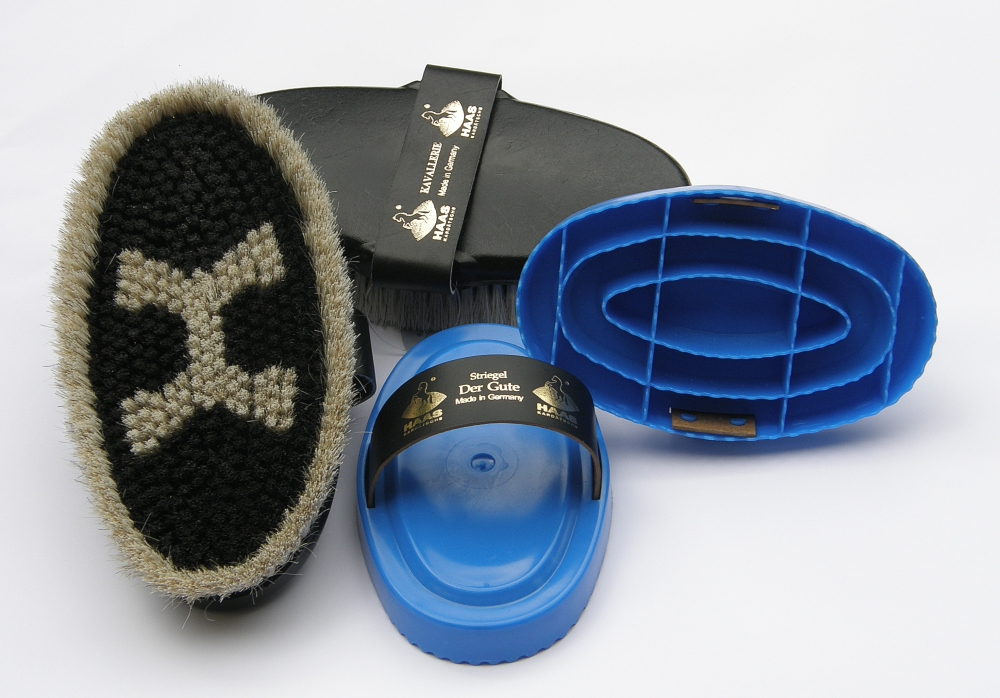
Kardätschen und Striegel

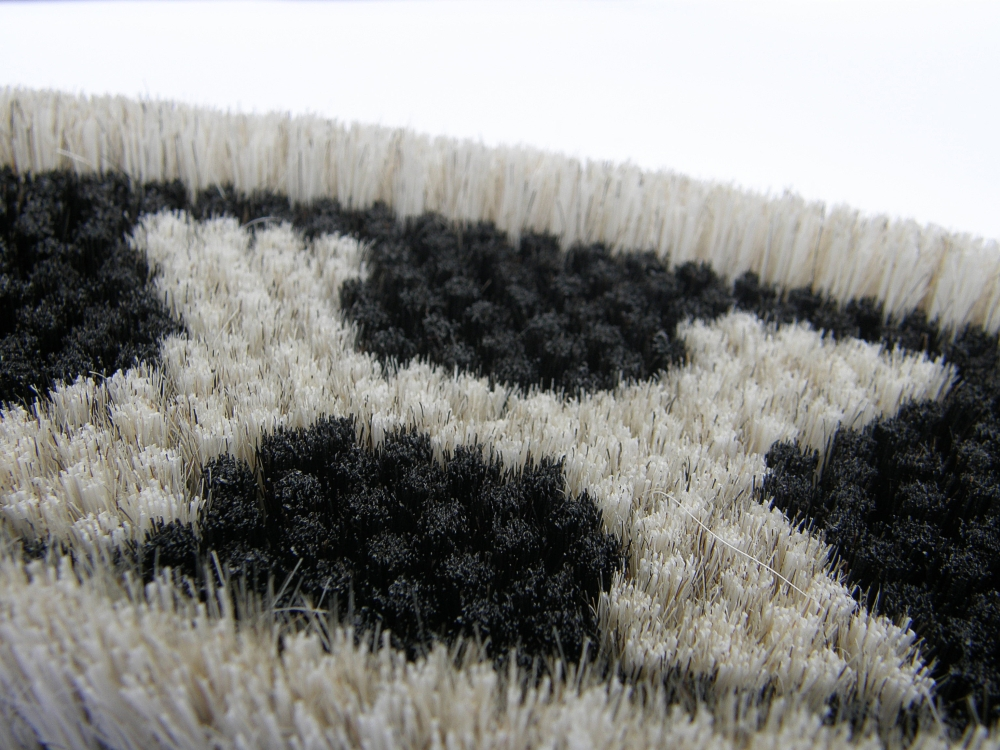
Eine Kardätsche in Großaufnahme

Die Kardätsche (von lat. carduus ‚Distel‘), auch Kartätsche, bezeichnet in der Tierhaltung eine relativ feine Bürste zum Reinigen und Glattstreichen des Fells (zum Beispiel eines Pferdes oder Rindes).

## Tierpflege
Durch lange Bürstenbewegungen in Fellwuchsrichtung lassen sich Schmutzpartikel, die sich im Fell des Tieres angesetzt haben, ohne Weiteres sauber entfernen, da diese von den Borsten eingefangen werden. Die Kardätsche wird meistens zusammen mit einem Striegel verwendet, denn durch das Abstreichen der Kardätsche am Striegel lässt sich der zwischen den Borsten angesammelte Dreck einfach wieder entfernen. Dann kann die Bürste wieder neuen Schmutz aufnehmen. Auch kann mit dem Striegel das Fell des Tieres vor Benutzung der Kardätsche angerauht werden, sodass auch verklebter Schmutz oder Talg entfernt werden kann.
Oft besteht die Kardätsche aus Holz mit einer Handschlaufe. An ihr sind in der Regel kürzere, weichere Borsten vorzufinden, welche jedoch auch von einem Rand mit längeren Borsten umgeben werden können (s. Bild).
Die Kardätsche kommt vor allem an bemuskelten Körperstellen bzw. an Körperstellen mit viel Fett zum Einsatz (z. B. am Hals oder am Bauch). An den unbemuskelten Körperteilen (z. B. an den Gelenken) darf nur leichter Druck angewendet werden. Wichtig ist immer, dass das Tier die Fellpflege als angenehm empfindet.

## Weitere Anwendungen
- Früher wurde die Kardätsche aus den Fruchtständen der Kardendistel (Weber-Karde, Dipsacus sativus) hergestellt. Heutzutage bestehen die Borsten zumeist aus Rosshaar oder Synthetikfasern.

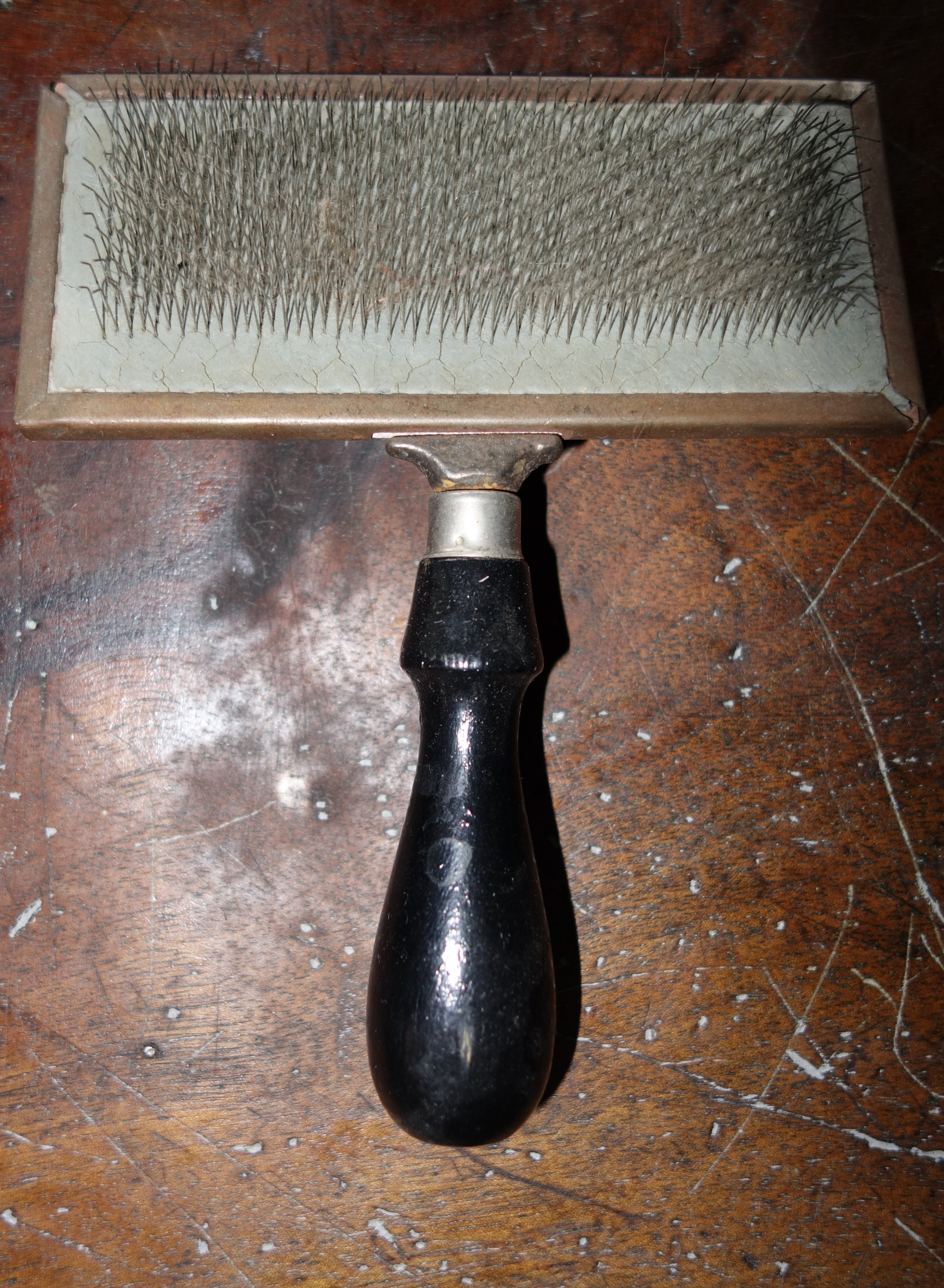
Kardätsche in einer Kürschnerei

- Für die nicht tierische Anwendung wird in der Regel zwischen der Drahtbürste und der Kardätsche unterschieden. Bei der Kardätsche sind die feinen Stahl- oder Messingfäden zur besseren Wirkung in den Metallspitzen zum Griff hin abgeknickt. Je nach Bedarf kann der Draht verschieden stark und lang, gerade oder gewellt sein. Beispielsweise in der Pelzzurichterei, der Pelzfärberei und der Kürschnerei werden Drahtbürsten und Kardätschen dazu benutzt, das Haar der Felle durchzuarbeiten, zu reinigen, zu glätten oder aufzurichten.[1]

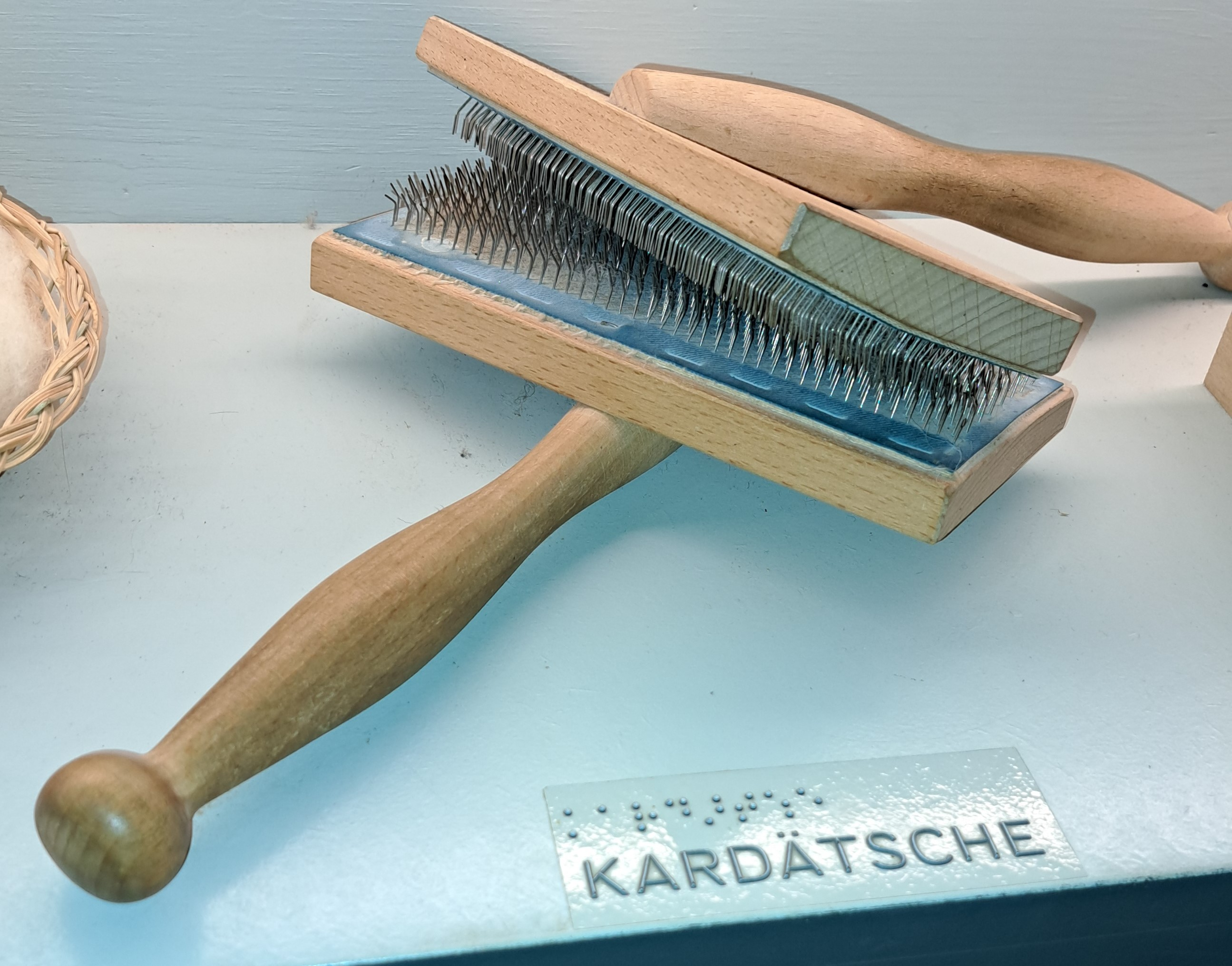
Kardätsche zum Kardieren von Schafswolle

- Beim Gewinnen von beispielsweise Schafswolle werden durch einen Kämmprozess, dem sogenannten Kardieren, die Entflechtung und Glättung der Wollhaare, mit Kardätschen durchgeführt.[2]

## Weitere Bedeutungen
Als Kardätsche werden auch bestimmte Profile zum Abziehen von Putz bezeichnet.